# 十二支族教団
十二支族教団（英: Twelve Tribes communities）は、
以前はヴァイン・クリスチャン・コミュニティー教会 、ノースイースト・キングダム・コミュニティー教会 、メシアニック・コミュニティー 、およびコミュニティー使徒教団として知られていた十二部族は、新しい宗教運動である。1972年にテネシー州チャタヌーガでジーザス運動から生まれたジーン スプリッグスによって設立された。このグループは、使徒行伝に記述されている1世紀の教会 を再現する試みであると自称している、キリスト教系の新宗教である。アメリカ合衆国ノースカロライナ州に本部を置き、主に欧米諸国および南米諸国で活動している。日本においては京都府にコミュニティ（コミューン）および同教団が経営する飲食店「イエローデリ」が存在する。
1972年にジーン・スプリッグス（洗礼名：ヨネク）によって、アメリカ合衆国テネシー州チャタヌーガにて創設された。当初は「バイン・クリスチャン・コミュニティ教会」（英：Vine Christian Community Church）という組織名だったが、後に新約聖書の聖句にちなんだ「十二支族教団」と改名する。また、同教団の経営する飲食店の名称「ザ・イエローデリ」（英：The Yellow Deli）にちなんで「イエローデリ・ピープル」と呼ばれることもある。
1995年にフランスのセクトに関する議会委員会が発表した政府報告書の中に同教団が掲載された。
Twelve Tribesの信念は、キリスト教原理主義、ヘブライ・ルーツ運動、救世主ユダヤ教、聖名運動の信念に似ている。しかし、このグループは他のすべての宗派が崩壊したと信じており、したがっていかなる宗派や運動とも連携することを拒否している。このグループには厳しい求愛規則があり、子育てに関する彼らの見解は論争の種となっている。このグループはいくつかの事業を運営することで自活しているが、そのほとんどは農業のほか、カフェやレストランを中心に展開しており、すべて無給労働やしばしば児童労働を利用している。Twelve Tribesは、児童労働行為や虐待の告発に関して物議を醸し、好ましくない注目を集めている。彼らは、会員外の黒人やユダヤ人に対する至上主義的な見解など、その信念や実践について批判されてきた。このグループの教えは「人種差別主義、女性蔑視、同性愛嫌悪」と特徴づけられており、元メンバーらは過剰な体罰、児童への性的虐待を止められなかったこと、労働力としての信者の搾取などを報告している。一部の政府や擁護団体はこのグループをカルトと認定している。

## 教義の概要
教義は聖書に忠実であり、原始キリスト教の伝統に忠実であるとしている。その中には安息日を守ること、モーセの律法を守ること、そして共同生活や財産の共有も含まれる。「イエス」の名前はヘブル語の日本語訳「ヨシュア」で呼ばれており、コミュニティに入るとヘブライ語の洗礼名を新たに与えられる。

## 信念と実践
十二部族の信念は、キリスト教原理主義、ヘブライ・ルーツ運動、救世主ユダヤ教、聖名運動の信念に似ている。しかし、このグループは他のすべての宗派が崩壊したと信じており、したがっていかなる宗派や運動とも連携することを拒否している。メシアが再臨するには、使徒 2:38–42および使徒 4:32–37に記述されているように、教会が元の形に復元される必要があると信じている。この修復は単に1世紀の教会の修復ではなく、12の地理的地域に位置する12部族から構成される新しいイスラエルの創設である。この修復の一部は、安息日の遵守、食事法を含むモーセの律法の一部の維持、および祭りへの復帰である。預言されたイスラエルの回復のこの解釈により、日付は定められていないものの、終わりの時が到来したとグループは信じるようになった。
このグループの注目すべき点の1つは、イエスではなく「ヤシュア」という名前を使用することに固執していることである。「ヤシュア」という名前はイエスの性質を表しているため、グループは同様に各メンバーに個人の性格を反映することを意図したヘブライ語の名前を与える。
このグループは、3つの永遠の運命があると信じている。人間の堕落の後、すべての人に良心が与えられると信じている。そして、死んだ後は信仰に関係なく、人はみな死と呼ばれる状態に陥るということである。再臨の際、信者たちは最後の審判の前に「ヤハシュア」とともに統治するために千年間連れ戻される。この千年紀の終わりには、すべての非信者はその行為に応じて裁かれ、義人と不潔/不正義の2つのグループのいずれかに分けられる。汚れた者と不正な者は火の湖に送られる一方、正しい者は永遠に進み、宇宙に満たされると主張している。

## 論争

### 反カルト運動
キリスト教反カルト運動 ニューイングランド宗教研究所の事務局長ボブ・パードンは、Twelve Tribesについて広範な研究を行った。南部貧困法センターの報告書によると、パードンが初めてトゥエルブ・トライブの存在を知ったのは、元メンバーが児童虐待の可能性のある証拠を報告したときだったという。彼は最初は懐疑的だったため、研究するためにグループへのアクセスを許可された。彼はまた、高レベルの元メンバーからグループの教えに関する情報も受け取った。パードンは自身の研究と結果を報告書で発表し、「スプリッグスの指導の下、メシアニック・コミュニティは極端な権威主義」と「ガラテヤの異端」に向かう傾向があったと述べた。
フランスでは、このグループはフランス議会カルト委員会による1995年の政府報告書に「Ordre apostolique – 治療的治癒環境」という名前で記載された。
Twelve Tribesのメンバー、ジーン・スワンコと夫のエド・ワイズマンは、敵対的な元メンバー、メディア、政府当局と対話することで、社会的偏見や反カルト運動と闘う努力をしてきた。スワンコは法的問題でもグループの代表を務めている。しかし、コミュニティ研究協会 や宗教科学研究協会などの会議 で発表しているほか、ジェイムズの章でも発表している（T. リチャードソンの「宗教の規制: 世界中の事例研究」）。
スチュアート・A・ライトは、Twelve Tribesを、メディア報道における「フロントエンドとバックエンドの不均衡」に悩まされているグループとして挙げている。ライト氏によると、メディアはこのグループに対する根拠のない容疑に焦点を当てることが多いが、容疑が調査され、事件がバラバラになるにつれて、メディアは最初に比べて最後にはあまり報道しなくなるという。ライト氏は、このことが大衆に、このグループが反証に対して有罪であるという印象を与えていると主張した。

### ユダヤ人についての教え
このグループは、マタイ 27:25を引用して、ユダヤ人にはキリストの死に共同責任があると教えている。彼らは反ユダヤ主義的であるとレッテルを貼られることが多いが、このグループはこの非難を繰り返し否定している。その会員は安息日と、ペサハ、ヨム・キプール、仮庵の祭りといったユダヤ教の祭りを守る。若者たちはバー ミツバやバットミツバの祭典を開催し、定期的にイスラエルの民族舞踊を披露する。

### 児童労働とホームスクール
2001年、ニューヨーク・ポスト紙はこのグループの児童労働違反を告発する記事を掲載した。後に自らが調査を促したと主張した。Twelve Tribesは、児童労働が行われていたとされる「コモンセンス農場」で記者会見を行ってこれに応じた。トゥエルブ・トライブス紙は、エスティ・ローダー・カンパニーズによる抜き打ち検査中に、数人の14歳の子供たちが工場で父親の手伝いをしているのが発見されたことを同社が発見したと報じた。この報告は後に、コモンセンス製品との契約を終了したエスティ ローダーによって確認されました。記者会見でのグループの公式声明は、グループは家族経営のビジネスであり、子供たちはそれについて「謝罪しない」一方で、両親のビジネスを手伝うべきであると信じていると述べた。ニューヨーク州労働省は、Twelve Tribesの5つの事業所すべてを訪問するつもりであると述べた。州司法長官エリオット・スピッツァーは、実習は年季奉公に相当し、違法であると主張した。ロバート・レッドフォードのサンダンス・カタログコモン・ウェルス・ウッドワークス（同グループのもう一つの家具製造産業）と契約していた同社も、疑惑への対応として契約を解除した。労働省はコモンセンス・ファームやコモンウェルス・ウッドワークスでは違反を発見しなかった。彼らは他の2つの業界に罰金を課すことを提案した。児童労働法違反の申し立てに対しては、手押し車を押す15歳の少年と、手押し車を押す15歳の少年に対する罰金2,000ドルの罰金がニュース記事で引用されている。
2018年6月、インサイド・エディションの記事で子供たちが同グループの石鹸工場で働いていることが明らかになった後、コモンセンス・ファームに対するニューヨーク州の別の調査が開始され、児童労働の疑いがもたらされた。Twelve Tribes が所有する企業 Greener Formulas は、プライベートブランドのボディケア製品を製造するために Acure や Savannah Bee などのブランドと契約しており、生産には Common Sense Farm (同じくグループが所有) の施設を使用していました。その後、アキュアとサバンナ・ビーの両社はグリーナー・フォーミュラズとの契約を終了した。
ドイツとフランスでは、家庭教育、健康、児童虐待、宗教の自由の問題が論争の中心となった。このグループは、子どもたちの家庭教育をめぐってドイツやフランスの当局と何度か対立しており、特にバイエルン州ダイニンゲン市クロスターツィメルンのコミュニティとバイエルン州教育当局との間で長期にわたる紛争が続いている。ドイツでは、まれな例外を除いてホームスクーリングは違法である。罰金や逮捕が地域社会に影響を及ぼさなかったため、当局は2011年、国家監督の下でこの団体にコミューン敷地内で私立学校を運営する権利を認めた。この合意には、学校が性教育と進化について教えないことが含まれていた。当局は、身体的虐待と認定教員不足の申し立てに応じなかったことから、2013年に学校の運営権を剥奪した。

## 当局による捜査
度々当局から児童虐待に関する容疑により家宅捜査を受けている。
- 1984年　バーモント州当局が児童虐待の容疑で家宅捜査[5]
- 2013年　ドイツ当局が児童虐待と違法ホームスクーリングの容疑で家宅捜査[6]
- 2018年　ニューヨーク州当局が児童労働法違反で家宅捜査[7]
- 2020年　オーストラリア当局が児童虐待の容疑で家宅捜査[8]